# Argiope trifasciata
Argiope trifasciata (im englischsprachigen Raum als banded garden spider bekannt) ist eine Spinne aus der Familie der Echten Radnetzspinnen (Araneidae). Sie ähnelt der Wespenspinne (Argiope bruennichi) sehr stark, unterscheidet sich aber durch ihre Querbänderung, bei der die einzelnen Segmente der Zeichnung leicht räumlich hervorgehoben und wesentlich deutlicher abgegrenzt sind.

## Beschreibung
Es besteht ein starker Geschlechtsdimorphismus. Während Männchen nur eine Körperlänge von etwa 4–5 Millimeter erreichen, werden die Weibchen mit einer Körperlänge von etwa 15–25 Millimetern deutlich größer. Das Männchen hat eine gelbbraune Färbung, mit ebenfalls gelbbraunen Beinen. Das Abdomen ist braun, mit weißen Punkten. Der Hinterleib des Weibchens hat eine graue oder gelbe Färbung mit schwarzen Querstreifen; der Vorderkörper hat schwarze und einige weiße Streifen. Die Beine sind dunkelbraun und gelblich gebändert. Trotz der Größe ist Argiope trifasciata im Netz schwer zu erkennen, da sich die tarnfarbige Bauchseite kaum gegen den Boden abhebt.

## Verbreitung und Lebensraum
Argiope trifasciata ist weltweit verbreitet, in Nord- und Südamerika, Afrika, Asien, Ozeanien, sowie in Europa. In Europa ursprünglich nur in Spanien und Portugal, in den letzten Jahren außerdem auf Malta, Sardinien und Sizilien, und breitet sich weiter aus.
Die Art hält sich gerne auf trockenem Grasland, Feuchtwiesen, und sandigen, nur wenig bewachsenen Flächen auf.

## Netzbau
Argiope trifasciata baut ein typisches Radnetz. Das Netz erreicht einen Durchmesser von etwa 60 cm, wobei die Netze der Weibchen größer sind als die der Männchen. Je nach Größe der Spinne kann die Gesamtlänge der Bahn etwa 2 m betragen. Das Netz wird in einer Höhe von etwa 30 cm über dem Boden gebaut.
In vertikaler Ausrichtung baut die Argiope trifasciata ein zickzackförmiges Stabiliment. Der Zweck dieses Stabiliments ist umstritten. Es ist möglich, dass es als Tarnung für die in der Mitte lauernde Spinne dient, aber es könnte ebenfalls Insekten als Beute anlocken, oder auch Vögel vor den sonst kaum sichtbaren Netzen warnen. Nur am Tage aktive Spinnen bauen ihre Netze mit Stabiliment. Die Netzmitte ist besonders verstärkt; dort findet man die meist kopfabwärts sitzende Spinne, die dort auf Beute lauert.
Die Spinne verbringt fast das ganze Leben in ihrem Netz und bleibt normalerweise den gesamten Sommer über am selben Ort, jedoch ändern sie anfangs der Saison öfters ihren Standort, möglicherweise um besseren Schutz oder bessere Jagdbedingungen zu suchen. Weibliche Tiere gelten als sehr standorttreu, sie bleiben oft ihr gesamtes Leben am selben Ort. Im Herbst baut das Weibchen einen braunen Eikokon und stirbt kurz danach. Die Jungspinnen überwintern im Kokon und verlassen ihn erst im folgenden Frühjahr.

## Ernährung
Argiope trifasciata ernährt sich überwiegend von Insekten. Aufgrund der Netzhöhe gehören vor allem Lang- und Kurzfühlerschrecken, sowie Schmetterlinge zur Hauptnahrung dieser Art, es werden jedoch auch fast alle anderen Insekten geeigneter Größe erbeutet. Sobald sich Beute im Netz verfangen hat, wickelt sie ihr Opfer ein und tötet es mit Gift. Die Weichteile der Beute werden durch injiziertes Gift verflüssigt und dann ausgesaugt (extraintestinale Verdauung). Das Sekret, das die Spinne der Beute verabreicht, ist zwar giftig, kann einem gesunden Menschen aber nicht gefährlich werden.

## Giftigkeit
Das Gift der Argiope trifasciata ist für einen gesunden Menschen nicht gefährlich.

## Gefährdung
Die Art ist weit verbreitet und in geeigneten Habitaten häufig.

## Unterarten
Der World Spider Catalog unterscheidet für Argiope trifasciata aktuell drei Unterarten. (Stand: August 2016)
- Argiope trifasciata (Forsskål, 1775)
  - Argiope trifasciata deserticola Simon, 1906
  - Argiope trifasciata kauaiensis Simon, 1900
  - Argiope trifasciata trifasciata (Forsskål, 1775)